# OSDL
L'Open Source Development Lab (OSDL) era un'organizzazione non-profit, finanziata da un consorzio dedicato alla diffusione di Linux come sistema operativo. Fondata nel 2000, nel 2007 l'associazione si è fusa con la Free Standards Group per formare la Linux Foundation. 
OSDL sponsorizzava progetti chiave, comprese iniziativi per migliorare Linux nell'uso di aziende, telecomunicazioni e nell'ambito desktop. 
Inoltre:
- forniva risorse hardware alla comunità del software libero;
- effettuava test e forniva rapporti su software libero;
- assumeva programmatori Linux.

Tra i suoi dipendenti vi erano Linus Torvalds, che è stato il primo, e Bryce Harrington. Nel 2005  Andrew "Tridge" Tridgell fu il secondo per un anno.
I suoi data center si trovavano a Beaverton, Oregon, Stati Uniti e a Yokohama, Giappone.  
OSDL è stata sponsorizzata da molte aziende, quali: Computer Associates, Fujitsu, Hitachi, Hewlett-Packard, IBM, Intel Corporation, Nippon Electric Corporation.